# Liste der Bürgermeister von Sieggraben
Die Liste der Bürgermeister von Sieggraben enthält die Richter, Gemeindevorsteher und Bürgermeister der Gemeinde Sieggraben ab dem Jahr 1582.
| Jahr(e)              | Richter              |
| -------------------- | -------------------- |
| 1582, 1585, 1588     | Bartlmä Taschner     |
| 1594                 | Ruepp Sparnranfft    |
| 1622, 1625           | Mathes Fraunschiechl |
| 1635                 | Thoman Spornranfft   |
| 1647                 | Stefan Taschner      |
| 1667, 1669–1670      | Andreas Taschner     |
| 1681–1682, 1688–1695 | Hans Taschner        |
| 1699–1700            | Jacob Giefing        |
| 1701–1704, 1707–1708 | Hans Rohl            |
| 1708–1709            | Georg Taschner       |
| 1709                 | Jacob Giefing        |
| 1709–1733            | Hans Rohl            |
| 1733–1753            | Matthias Pernhart    |
| 1755                 | … Kurz               |
| 1797                 | Michael Daschner     |
| 1809                 | Michael Manninger    |
| 1828, 1831           | Martin Klauninger    |
| 1846                 | Josef Klauninger     |
| 1848                 | Johann Bernhardt     |
| 1848–1850            | Martin Holzer        |

| Jahr(e)               | Gemeindevorsteher |
| --------------------- | ----------------- |
| 1856, 1858            | Josef Fürsatz     |
| 1873                  | Matthias Kurz     |
| 1886                  | Josef Kurz        |
| 1889–1898             | Anton Werfring    |
| 1899–1906             | Anton Löffler     |
| 1907–1909             | Michael Giefing   |
| 1910–1912             | Ottokar Rohl      |
| 1912–1919             | Josef Reisner     |
| 1919 (April bis Juli) | Anton Werfring    |
| 1919–1921             | Josef Reisner     |

| von Jahr | bis Jahr | Bürgermeister            |
| -------- | -------- | ------------------------ |
| 1923     | 1927     | Karl Schuh (CSP)         |
| 1927     | 1931     | Anton Grubitsch (CSP)    |
| 1931     | 1933     | Josef Bauer (SDAPDÖ)     |
| 1933     | 1936     | Josef Reisner („GWP“)    |
| 1936     | 1938     | Karl Reisner             |
| 1938     | 1938     | Josef Schwacha (NSDAP)   |
| 1938     | 1945     | Josef Schuh              |
| 1945     | 1947     | Martin Schuh (ÖVP)       |
| 1947     | 1950     | Albert Taschner (ÖVP)    |
| 1950     | 1951     | Josef Reisner (ÖVP)      |
| 1951     | 1954     | Jakob Giefing (ÖVP)      |
| 1954     | 1955     | Josef Schuh (SPÖ)        |
| 1955     | 1967     | Dominikus Werfring (ÖVP) |
| 1967     | 1984     | Johann Plank (ÖVP)       |
| 1984     | 1992     | Willibald Schuh (ÖVP)    |
| 1992     | 2017     | Vinzenz Jobst (ÖVP)      |
| 2017     | ....     | Andreas Gradwohl (SPÖ)   |